# San Fernando (Cile)
San Fernando è un comune del Cile centrale, capoluogo della provincia di Colchagua nella Regione del Libertador General Bernardo O'Higgins. Al censimento del 2002 possedeva una popolazione di 63.732 abitanti.

## Società

### Evoluzione demografica
| Censimento del 1992 | Censimento del 2002 |
| 56.368 ab.          | 63.732 ab.          |